# 岩石殿石棚墓
岩石殿石棚墓，位于中华人民共和国浙江省台州市仙居县安洲街道，是浙江省省级文物保护单位之一。
2017年1月13日，岩石殿石棚墓被列入第七批浙江省文物保护单位，该文物保护单位是一座古墓葬。